# Sociedad Deportiva Ciudad de Santiago
La Sociedad Deportiva Ciudad de Santiago fou un club de futbol gallec de la ciutat de Santiago de Compostel·la. Es va fundar el 1978 com a Club Atlético Fátima i va desaparéixer el 2010.

## Història
L'equip va començar la seva existència com a Club Atlético Fátima, equip del barri d'O Castiñeiriño, sent fundat el 14 de juny de 1978, i es va federar als pocs dies. El seu primer president va ser Manuel Paz Nogueira, i el nou club comptaria amb categories inferiors dins del seu propòsit inicial, l'educació futbolística dels joves de la ciutat.
L'equip va començar la seva marxa en les categories inferiors de l'esport gallec i es va mantenir en aquestes divisions durant gran part de la seva existència. No obstant això, l'equip va sofrir una gran evolució a partir de l'any 2005, quan el club ascendeix a Regional Preferent de Galícia i inicia un projecte per tractar d'aconseguir ser el primer club de Santiago de Compostel·la, rebent la major part dels diners que atorga l'Ajuntament de Santiago als clubs esportius en detriment de la SD Compostela, i comptant amb el suport d'empreses patrocinadores locals. El club es va convertir a Societat Anònima Esportiva en una votació i va passar a anomenar-se Ciudad de Santiago des de la temporada 2005-06.
La temporada 2006-07 el club ascendeix a Tercera Divisió. L'equip es trasllada al Multiusos de San Lázaro i fitxa per a l'ocasió a diversos jugadors d'altres equips gallecs i a uns altres amb experiència a Primera Divisió com Changui. Després d'acabar el primer en la fase regular, va aconseguir ascendir a Segona B després de guanyar al UD Almansa.
Durant una temporada va romandre a Segona B, on va acabar en 13è lloc. No obstant això, els impagaments provoquen el seu descens i posterior substitució en la competició pel Montañeros CF. La seva última temporada la va passar a Tercera dins del Grup I, però els impagaments als jugadors es van succeir i l'equip no es va presentar a diversos partits de la competició. Això va provocar que la RFEF eliminés a l'equip del campionat mitjançant un descens a Preferent, la qual cosa va provocar la seva desaparició definitiva.
Els problemes econòmics van fer que el club tornés a començar de zero, i en la temporada 2010-2011 va ser refundat amb el seu nom antic; Club Atlético Fátima per l'antiga directiva, amb l'objectiu d'establir-se al més aviat possible en les categories d'honor del futbol espanyol.

## Equipació
- Equipació principal: Samarreta blanca amb ratlles verdes, pantaló verd i mitges verdes.
- Equipació alternativa: Samarreta granat amb detalls blancs, pantaló granat i mitges granats.

## Dades del club
- Temporades a Primera: 0
- Temporades a Segona: 0
- Temporades a Segona B: 1
- Temporades a Tercera Divisió: 2

### Palmarès
- Campió de Tercera Divisió: 2007-08